# Vous & moi
Albums de Julien Doré
& Live
(2017) Aimée
(2020)
Vous & moi est un album acoustique de Julien Doré paru le 2 mars 2018. 
Il contient dix des treize chansons du précédent album studio & réenregistrées en versions acoustiques, ainsi que deux reprises : Aline et Africa (en duo avec Dick Rivers). L'album a atteint le top 5 en France, en Wallonie et en Suisse romande, et a été certifié or en France.

## Liste des chansons
| 1.    | Le Lac (Acoustic)                           | 4:20 |
| 2.    | Coco câline (Acoustic)                      | 3:46 |
| 3.    | Porto-Vecchio (Acoustic)                    | 4:45 |
| 4.    | Moonlight Serenade (Acoustic)               | 4:12 |
| 5.    | Africa (Acoustic) (en duo avec Dick Rivers) | 3:34 |
| 6.    | Eden (Acoustic)                             | 4:11 |
| 7.    | Sublime & Silence (Acoustic)                | 5:14 |
| 8.    | Romy (Acoustic)                             | 4:20 |
| 9.    | Caresse (Acoustic)                          | 4:16 |
| 10.   | Magnolia (Acoustic)                         | 4:39 |
| 11.   | De mes sombres archives (Acoustic)          | 8:36 |
| 12.   | Aline (Acoustic)                            | 3:44 |
| 55:37 |                                             |      |

## Classements et certifications

### Classements
| Classement (2018-19)         | Meilleure position |
| ---------------------------- | ------------------ |
| Belgique (Wallonie Ultratop) | 2                  |
| France (SNEP)                | 5                  |
| Suisse (Schweizer Hitparade) | 10                 |
| Suisse (Charts Romandie)     | 3                  |

| Classement (2018)            | Position |
| ---------------------------- | -------- |
| Belgique (Wallonie Ultratop) | 56       |
| France (SNEP)                | 139      |

### Certification
| Pays                                                                       | Certification | Ventes certifiées |
| -------------------------------------------------------------------------- | ------------- | ----------------- |
| France (SNEP)                                                              | Or            | 50 000‡           |
| xNon précisé par la certification ‡ventes/streaming selon la certification |               |                   |

## Historique de sortie
| Pays   | Date        | Format                     | Label    | Réf.  |
| ------ | ----------- | -------------------------- | -------- | ----- |
| Divers | 2 mars 2018 | - CD - LP - téléchargement | Columbia | [ 2 ] |